# 게르하르트 포드
게르하르트 포드 ( Gerhard O. Forde, 1927년 9월 10일 - 2005년 8월 9일 )는 미국의 루터란 신학자이다. 그는 성화 (기독교)론에 관하여 글을 남겼으며, 마틴 루터의 성화론에 대한 연구를 하였다.

## 성화
그는 성화가 단순히 칭의에 익숙해지는 기술로 정의한 것으로 루터주의적 관점을 기술하였다. 성화는 의롭다고 여김 받는 삶이다. 성화는 부활을 기대하며 사는 삶으로 정의하였다. 그는 '무조건적인 은총의 결과로의 성화'를 강조한다.